# Cantonul Mirecourt
Cantonul Mirecourt este un canton din arondismentul Neufchâteau, departamentul Vosges, regiunea Lorena, Franța.

## Comune
- Ambacourt
- Baudricourt
- Biécourt
- Blémerey
- Boulaincourt
- Chauffecourt
- Chef-Haut
- Dombasle-en-Xaintois
- Domvallier
- Frenelle-la-Grande
- Frenelle-la-Petite
- Hymont
- Juvaincourt
- Madecourt
- Mattaincourt
- Mazirot
- Ménil-en-Xaintois
- Mirecourt (reședință)
- Oëlleville
- Poussay
- Puzieux
- Ramecourt
- Remicourt
- Repel
- Rouvres-en-Xaintois
- Saint-Menge
- Saint-Prancher
- Thiraucourt
- Totainville
- Valleroy-aux-Saules
- Villers
- Vroville